# Kurt Marti
Kurt Marti (31 de enero de 1921 – Berna, 11 de febrero de 2017) fue un teólogo y poeta suizo. Su poesía contiene aspectos teológicos y religiosos. También es conocido por la literatura de dialecto que se tiene una gran calidad intelectual.

## Biografía
Martí estudió en el Gimnasio Freie de Berna junto a Friedrich Dürrenmatt. Después de completar dos semestres en la facultad de derecho de la Universidad de Berna, se decidió a cambiar sus estudios por la Teología protestante.
De 1961 a 1983 fue párroco de la Nydeggkirche en Berna. Estuvo involucrado en la lucha contra las armas nucleares, las centrales nucleares y la intervención estadounidense en Vietnam y fue cofundador de la organización de políticas de desarrollo de la Declaración de Berna y del grupo de escritores disidentes Olten, que se disolvió en 2002. Después de Karl Barth, Dorothee Sölle, a quien conocía desde los años 1960, fue su inspiración sobre todo teológicamente.
En 1972, por razones políticas, el consejo de gobierno del cantón de Berna le negó una cátedra de homilética en la facultad de teología protestante de la Universidad de Berna. En 1977, la misma universidad le otorgó un doctorado honoris causa. Desde 1983 trabajó como escritor independiente. En 2007 murió su esposa Hanni Marti-Morgenthaler.
En sus sermones, ensayos, poemas y aforismos Martí demostró ser un hombre de letras comprometido y crítico. Algunos de sus textos se musicalizaron.